# Falcon Stadium
Le Falcon Stadium est un stade de football américain situé dans le comté d'El Paso, dans le Colorado, au nord de Colorado Springs. Il appartient à l'United States Air Force Academy, dont l'adresse postale est « USAF Academy, Colorado ».